# Dala (rivière)
Pour les articles homonymes, voir Dala.
La Dala est un cours d'eau coulant dans le canton du Valais en Suisse, et un affluent droit du Rhône.

## Géographie
De 14 km de longueur, et situé en Valais sur la rive droite du Rhône, La Dala rejoint ce dernier à la hauteur de Loèche.
Sur la commune de Loèche-les-Bains se trouvent les gorges de la Dala.

## Affluents
La Dala a deux affluents gauche référencés :
- le Dorbugrabenbach,
- le Lirschigrabenbach

Son rang de Strahler est donc de deux.

## Sources
- Alois GrichtingLoèche, « Dala (rivière) » dans le Dictionnaire historique de la Suisse en ligne.
- Carte topographique, Swisstopo